# Tsuda Sōkichi
Tsuda Sōkichi (津田 左右吉?, Tsuda Sōkichi; prefettura di Gifu, 3 ottobre 1873 – Musashino, 4 dicembre 1961) è stato uno storico e docente giapponese, specialista dell'antico Giappone.

## Carriera
Formatosi alla Scuola specializzata di Tōkyō (Tōkyō senmon gakkō), antenata dell'Università Waseda, Tsuda dovette attendere l'età di 47 anni prima di ottenere una cattedra all'università. Nel 1920, fu infatti nominato professore all'Università Waseda. Divenne poco dopo uno degli storici di punta delle Edizioni Iwanami, fondate nel 1913.

### Caso Tsuda
Nel 1939, Minoda Muneki e altri intellettualmente di estrema destra lanciarono una campagna contro Tsuda per il motivo che le sue tesi «nichiliste» macchiavano l'istituzione imperiale. 
Nel 1940, Tsuda fu incolpato, quattro delle sue opere furono proibite ed egli fu costretto alle dimissioni dal suo posto all'università. Nel 1942, fu condannato a tre mesi di prigione effettivae due anni con la sospensione condizionale della pena. Il suo tentativo di appello non riuscirà.
Reintegrato nelle sue funzioni alla fine della guerra, fu eletto nel 1946 presidente dell'università, ma rifiutò il posto.

## Opere
Fin dal suo primo libro nel 1901, Tsuda adottò il metodo che lo caratterizza, vale a dire un'analisi storica critica dei testi letterari. Egli fu sotto questo aspetto uno dei pionieri della storia culturale del Giappone. I suoi lavori più conosciuti vertono sugli Annali del Giappone (Nihon shoki) e la Cronaca dei fatti antichi (Kojiki), i testi mitologici fondatori dell'istituzione imperiale. Pubblicate tra il 1913 e il 1933, esse lo condussero a rimettere in discussione l'idea di una origine divina della stirpe imperiale.

## Principali pubblicazioni
In giapponese:
- 新撰東洋史 (La storia dell'Oriente: nuova selezione), Hōeikan, 1901.
- 朝鮮歴史地理 (Storia e geografia della Corea), 2 voll., Minami Manshū tetsudō, 1913.
- 神代史の新しい研究 (Nuovo studio sulla storia nell'Età degli dei), Nishōdō shoten, 1913.
- 文学に現われたる我が国民思想の研究 (Studio sul pensiero del nostro popolo attraverso la letteratura), 8 voll., Rakuyōdō, 1917-1921.
- 古事記及び日本書紀の新研究 (Nuovo studio della Cronaca dei fatti antichi e degli Annali del Giappone), Rakuyōdō, 1919.
- 上代日本の社会及び思想 (Società e pensiero del Giappone antico), Iwanami shoten, 1933.
- 支那思想と日本 (Il pensiero cinese e il Giappone), Iwanami shoten, 1937.
- 日本の神道 (La Via degli dei del Giappone), Iwanami shoten, 1937.
- 儒教の研究 (Studio sul confucianesimo), 3 voll., Iwanami shoten, 1950-1956.
- 日本の皇室 (La Casa imperiale del Giappone), Waseda daigaku shuppanbu, 1952.
- 歴史学と歴史教育 (Lo studio della storia e l'insegnamento della storia), Iwanami shoten, 1959.

In inglese:
- An Inquiry into the Japanese Mind as Mirrored in Literature: the flowering period of common people literature (Indagine sulla mente giapponese riflessa nella letteratura: il periodo della fioritura della letteratura comune del popolo), JSPS, 1970.
- What is the Oriental Culture? (Che cos'è la cultura orientale?), Hokuseidō Press, 1955.